# 上海科学技术出版社

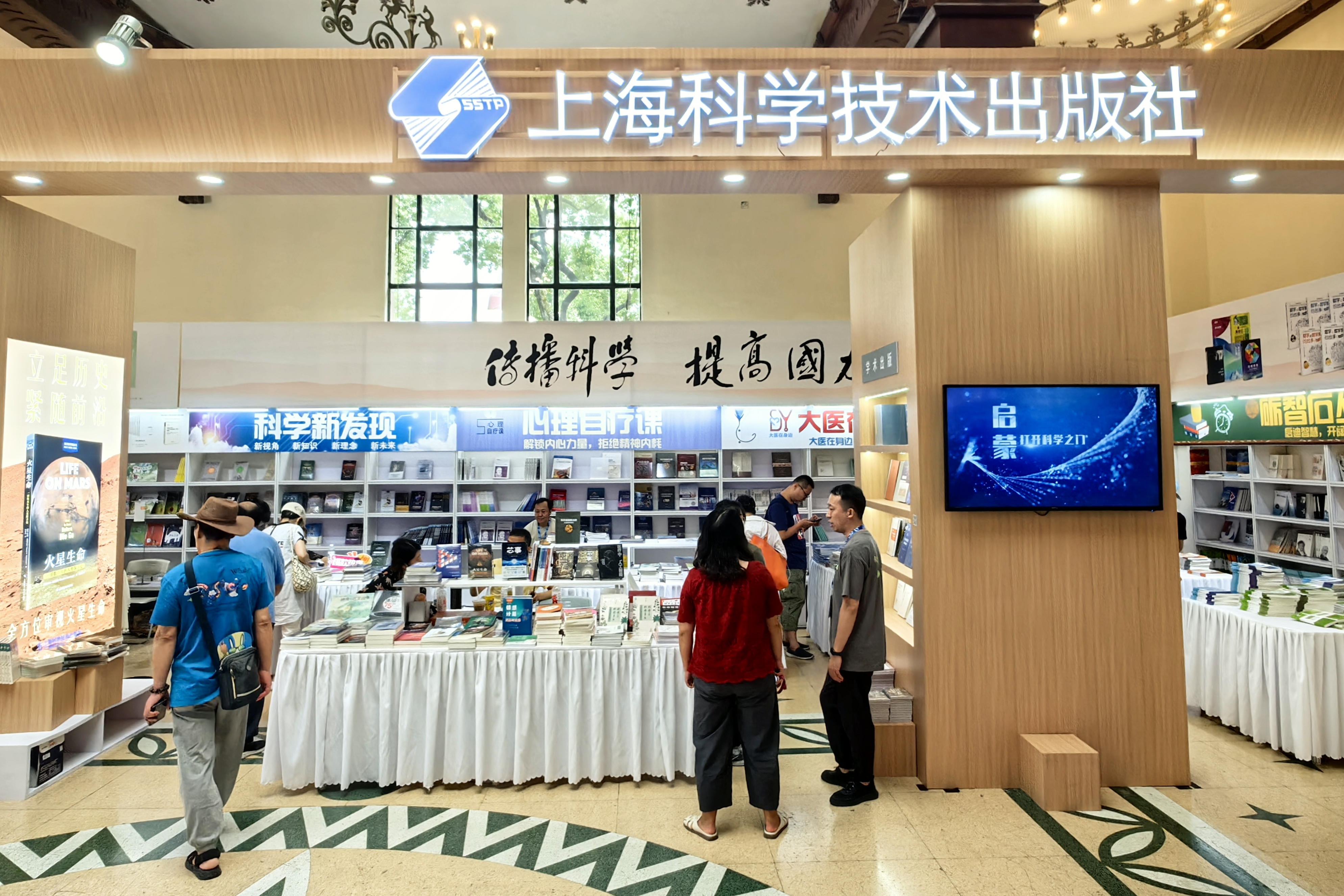
2024年上海书展上海科学技术出版社展位

上海科学技术出版社位于上海市闵行区号景路159弄世纪出版园A座9-10F（原址上海市卢湾区瑞金二路450号，2005年搬迁至上海市徐汇区钦州南路71号。2021年搬迁至现址），始建于1955年12月初，现设有科学编辑部、工业编辑部、农业（实用读物）编辑部、医学（西医、中医）编辑部、（医学、少儿）科普编辑部、科教编辑部、科学画报编辑部、大众医学编辑部、校对科、国际部、印前制作部、经营管理部、发行部、市场部、总编办公室、社办公室等部门。
建社至今，已出版各类图书11000种，累计印数达5.7亿册。

## 简史
该社于1955年12月初由中国科学图书公司编审处、大东书局、大中国图片出版社、新亚书店等单位联合建成，之后兼并了交流无线电出版社、北京书店上海分店、电世界出版社、世界舆地社、永祥印书馆编辑部、电工图书出版社和上海机电图书出版社，初名科学技术出版社。1957年4月，上海科学普及出版社并入；8月，又与上海卫生出版社合并，改名为“上海科技卫生出版社”。1959年3月，恢复现名。文化大革命时期该社一度被停摆，后并入上海人民出版社。1978年1月恢复建制。

## 发行期刊
- 《科学》（1915年创刊）
- 《科学画报》（1933年创刊）
- 《大众医学》（1948年创刊）
- 《无线电与电视》（已停刊）
- 《上海服饰》（1986年创刊）
- 《车迷》（1999年创刊）